# Badar Juma
Badar Juma (en árabe: بدر جمعة سبيت العلوي‎; Omán; 6 de diciembre de 1981) es un exfutbolista de Omán que jugaba en la posición de guardameta.

## Carrera

### Club
Jugó toda su carrera con el Dhofar Club de 1998 a 2012, con el que fue campeón nacional en tres ocasiones y ganó cinco copas nacionales.

### Selección nacional
Jugó para Omán en 11 ocasiones de 2000 a 2008, participó en la Copa Mundial de Fútbol Sub-17 de 1997 y en la Copa Asiática 2004.

## Logros
- Liga Profesional de Omán (3): 1998-99, 2000-01, 2004-05
- Copa del Sultán Qabus (4): 1999, 2004, 2006, 2011
- Supercopa de Omán (1): 1999